# Orden de Santa Rosa y de la Civilización de Honduras
La Orden de Santa Rosa y de la Civilización de Honduras fue creada legalmente en fecha 21 de febrero de 1868 mediante Decreto emitido por el General José María Medina en su condición de presidente constitucional de la república de Honduras.

## Descripción
- La Orden era otorgada según la naturaleza del mérito, como ser "Mérito Civil", "Mérito Militar" o de "Mérito Religioso"
- La cinta entregada era de color rojo oscuro con un centro de color azul-blanco-azul, representando la bandera hondureña.

## Grados de la orden
- Caballero Gran Cruz

Al Caballero Gran Cruz constituía una banda ancha sobre el hombro derecho y una cruz con una corona de hojas de roble y de olivo. La medalla de la estrella muestra los brazos de Honduras y el anillo de la cruz en la estrella de plata se coloca, las palabras "DIOS • HONOR • PATRIA". La estrella está ubicada en el seno izquierdo.
- Caballero Gran oficial

También era una cinta colocada alrededor del cuello del oficial y en esta se desprendía una la lema "Gran Caballero" con una corona de hojas de roble y de olivo. En el anillo de la estrella de plata un poco más pequeño y las palabras "DIOS • HONOR • PATRIA".
- Caballero Comandante

El comandante del caballero lleva una cruz con las armas de Honduras en el medallón en una cinta alrededor del cuello.
- Caballero Oficial

El Caballero Oficial lleva la cruz en una cinta con roseta en la parte izquierda del pecho.
- Caballero

El caballero lleva la cruz en una cinta con roseta en la parte izquierda del pecho.

### Insignia de la Orden
Su diseño recuerda a la Orden de la Legión de Honor francesa. Constituida en una cruz de ocho puntas de oro y bolas de oro y diamantes en las puntas. Los brazos son de color blanco esmalte y la medalla de oro con el escudo de la República de Honduras, asimismo un anillo verde rodeados con letras de oro con la leyenda “República de Honduras”; y se encuentra en los brazos de la cruz una corona de laurel verde, fijada con cinta de oro donde se atan juntos. Y en el reverso la leyenda "Mérito Civil", "Mérito Militar" o "Mérito Religioso", en oro, y con bordura de esmalte verde con la leyenda “Orden de Santa Rosa y de la Civilización”, en oro.
La cinta es roja con una franja central azul-blanca-azul.

## Personajes condecorados
- Napoleón III Bonaparte
- Doctor Francisco Cruz Castro
- General Juan Antonio Medina Orellana
- Enrique de Otal y Ric, diplomático y viajero español

## Se suprime la orden
La Orden de Santa Rosa de Honduras llegó a ser tan popular (por la generosidad en su otorgamiento y la proliferación de órdenes falsas) que llegó a cuestionarse hasta su abolición definitiva. Así, el presidente Céleo Arias López decretó la abolición de la Orden el 8 de agosto de 1872: «las órdenes militares y ecuestres como como cualquier otra institución que tienda a crear jerarquías o clases nobiliarias, repugnan a los usos sencillos y prácticas modestas y populares de toda sociedad democrática, como a la índole de los gobiernos genuinamente republicanos». Aún años después,en 1877, se menciona la misma en un decreto del Rey Don Alfonso XII de España:  «Habiéndose denunciado oficialmente a este Ministerio las falsificaciones de varios títulos de la Orden de Santa Rosa de Honduras, suprimida por los abusos á que han dado lugar aquellas, S. M. el Rey (Q. D. G.) se ha servido disponer quede prohibido desde esta fecha el uso de las insignias de dicha Orden hasta tanto se revisan los títulos».
Posteriormente, con motivo del primer centenario de la muerte del prócer centroamericano Francisco Morazán se creó nueva condecoración, cuyo diseño está inspirado en el de esta histórica Orden.